# Grandmaster Flash
Джо́зеф Ро́берт Сэ́ддлер (англ. Joseph Robert Saddler, род. 1 января 1958, Бриджтаун, Барбадос), более известный под сценическим псевдонимом Грэндма́стер Флэш (англ. Grandmaster Flash) — американский диджей барбадосского происхождения. Он создал технику диджеинга под названием Quick Mix Theory (рус. «Теория быстрого микширования»). Эта техника обслуживала танцоров брейк-данса и рэперов, удлиняя барабанные брейки с помощью дубликатов виниловых пластинок. Эта техника породила нарезку (переключение с одной пластинки на другую) и скретчинг. Она также дала рэперам лучшую музыку с бесшовным удлинённым слоем битов для выступления. Он также изобрёл слипмат.
Он является основателем и создателем Grandmaster Flash and the Furious Five, первой рэп-группы, которая была включена в Зал славы рок-н-ролла в 2007 году. В 2019 году он стал первым хип-хоп-исполнителем, удостоенным премии Polar Music Prize. 21 мая 2022 года он получил почётную докторскую степень в области изобразительного искусства в Университете штата Буффало. 1 июня 2023 года ему была присуждена почётная докторская степень в области музыки в колледже Лемана в Бронксе, штат Нью-Йорк. 4 августа Грэндмастер получил прокламацию от города Нью-Йорк, в которой говорилось, что 4 августа — День Grandmaster Flash.

## Биография

### Ранняя жизнь, семья и образование
Семья Сэддлера иммигрировала в США из Барбадоса. Он вырос в Бронксе, Нью-Йорк, где он посещал среднюю школу Сэмюэля Гомперса, государственную профессиональную школу. Там он научился ремонтировать электронное оборудование. Родители Сэддлера сыграли важную роль в его интересе к музыке. Его отец был поклонником карибских и афроамериканских записей.
В детстве Джозеф Сэддлер был очарован коллекцией пластинок своего отца. В одном из интервью он размышлял: «Мой отец был очень заядлым коллекционером пластинок… Я открывал его шкафы и просто смотрел все пластинки, которые у него были. Я попадал в неприятности, когда прикасался к его пластинкам, но я всё равно возвращался к ним и трогал их». Ранний интерес Сэддлера к диджеингу возник из-за этого увлечения коллекцией пластинок его отца, а также из-за желания его матери, чтобы он сам получил образование в области электроники. После окончания школы он влился в самую раннюю диджейскую сцену Нью-Йорка, посещая вечеринки, организованные такими знаменитостями, как DJ Kool Herc и Disco King Mario.
Дядя Сэддлера, Сэнди Сэддлер, был чемпионом по боксу в полулёгком весе.

### Инновации
Грэндмастер Флэш наблюдал за стилями плавных переходов диско-диск-жокеев и неплавных переходов, не соответствующих BPM, раннего диджеинга. Он решил завершить своё обучение с помощью первого способа. Флэш придумал технику игры на виниле с помощью пальцев и кроссфейдера, которая называется Quick Mix Theory (рус. «Теория быстрого микширования»). При этом он придумал математический способ вырезать, вставлять, повторять и расширять очень маленький фрагмент существующей композиции. Это нововведение произошло в двух местах в Бронксе. Первым местом был дом его родителей, 2730 Dewey Ave в Throggs Neck Projects в Бронксе. Завершение Quik Mix Theory было сделано в 927 Fox Street в районе Hunts Point в Бронксе.
«Теория быстрого микширования» породила такие методы, как нарезка, скретчинг и трансформация.
- Техника Backspin (или теория быстрого микширования): Ранние нью-йоркские диск-жокеи с вечеринок поняли, что короткие барабанные брейки были популярны среди публики вечеринок. Кул Герк начал экспериментировать с использованием двух одинаковых треков, чтобы продлить «брейк» или инструментальную часть, в результате чего получилось то, что было известно как «брейкбит». Грэндмастер Флэш усовершенствовал эту технику, когда он мог играть брейк на одной пластинке, одновременно ища тот же фрагмент музыки на другой с помощью своих наушников. Когда брейк заканчивался на одном проигрывателе, он использовал свой микшер, чтобы быстро переключиться на другой проигрыватель, где тот же бит был настроен и готов к воспроизведению. Используя технику backspin (также называемую жонглированием битами — beat juggling), одну и ту же короткую фразу музыки можно было зацикливать бесконечно.

В дополнение к отточенной до совершенства BPM технике Грэндмастера Флэша потребовались дополнительные предметы. Этими предметами были войлок и вощёная бумага. Сочетание этих двух материалов, нарезанных по размеру пластинки и помещённых на проигрыватель (в то время называвшийся «вафлей»), позволяло пластинке двигаться плавно. Конечным результатом этого стало создание того, что мы сегодня называем слипмат. Ещё один предмет, сыгравший ключевую роль в успешной реализации теории быстрого микширования, — это игла/стилус.
Он понял, что игла бывает двух видов: эллиптическая, которая звучит лучше, но не остаётся в канавке, и сферическая. Сферическая игла, хотя и ухудшает звучание песни, остаётся внутри канавки. Это, в свою очередь, позволяет Флэшу поворачивать винил против часовой стрелки, чтобы снова оказаться в начале брейка.
- Punch phrasing (или теория часов): эта техника включала в себя изоляцию очень коротких фрагментов музыки, как правило, ударов духовых инструментов, и ритмичное продавливание их поверх устойчивого ритма с помощью микшера.
- Скретчинг: Хотя изобретение скретчинга пластинок как формы добавления к музыкальному развлечению обычно приписывают Grand Wizzard Theodore, Grandmaster Flash усовершенствовал технику и представил её новой аудитории. Скретчинг, наряду с punch phrasing, демонстрировал уникальный аспект вечеринки диджеинга: вместо того, чтобы пассивно крутить пластинки, он манипулировал ими, чтобы создавать новую музыку[16]. Грэндмастер Флэш утверждает, что скретчинг — это его собственное изобретение. «Я создал эту форму искусства», — говорит Флэш[17].

## Grandmaster Flash and the Furious Five

### 1970-е
Грэндмастер Флэш играл на вечеринках и сотрудничал с такими рэперами, как Кёртис Блоу и Лавбаг Старски. В конце 1970-х он сформировал свою собственную группу. Первоначальный состав состоял из Cowboy (Киф Ковбой), Melle Mel (Мелвин Гловер) и Kidd Creole (Натаниэль Гловер), а ансамбль назывался «Grandmaster Flash & the 3 MCs». В 1978 году Cowboy создал термин «хип-хоп». Он создал этот термин, когда дразнил друга, который только что вступил в армию США, распевая скэтом слова «хип/хоп/хип/хоп» таким образом, чтобы имитировать ритмичную каденцию марширующих солдат. Позже Cowboy включил каденцию «хип-хоп» в часть своего сценического выступления.
Melle Mel был первым рэпером, назвавшим себя «MC» (Master of Ceremony). К ним ненадолго присоединились два других рэпера, но их заменили на более постоянной основе Rahiem (Guy Todd Williams, ранее участник Funky Four) и Scorpio (Eddie Morris, он же Mr. Ness), чтобы создать Grandmaster Flash and the Furious Five. Быстро получив признание за свой искусный рэп, Grandmaster Flash and the Furious Five стали пионерами эмсиинга (исполнение рэпа) и фристайл-баттлов. Некоторые из основных фраз в эмсиинге берут своё начало в ранних шоу и записях группы. В 1978 году новая группа начала регулярно выступать в клубе Disco Fever в Бронксе, что стало одним из первых случаев, когда хип-хоп-группа получила еженедельный концерт в известном месте.
Grandmaster Flash and the Furious Five подписали контракт с лейблом Enjoy Records Бобби Робинсона и в 1979 году выпустили свой первый сингл «Superappin'».

### 1980-е
В 1980 году они подписали контракт с Sugar Hill Records и начали гастролировать и выпускать многочисленные синглы. Основополагающий «The Adventures of Grandmaster Flash on the Wheels of Steel», выпущенный в 1981 году, представляет собой 7-минутную сольную демонстрацию виртуозных навыков Флэша в игре на проигрывателе, сочетающую элементы «Rapture» группы Blondie, «Apache» группы Incredible Bongo Band Майкла Винера, «Another One Bites the Dust» группы Queen, «Good Times» группы Chic и «Freedom» собственной группы. Это также первое задокументированное появление скретча на пластинке. В том году группа выступала на разогреве у The Clash и была плохо принята аудиторией, непривычной к новому стилю. Самым значительным хитом группы стала электро-рэп-песня «The Message» (1982), которая была спродюсирована штатным продюсером Sugar Hill Клифтоном «Джиггсом» Чейзом и приглашённым сессионным музыкантом Дюком Бути. В отличие от более ранних рэп-мелодий, «The Message» представляла собой мрачное повествование о насилии в центре города, наркотиках и нищете. В 2002 году это была одна из 50 записей, выбранных Библиотекой Конгресса для добавления в Национальный реестр записей, первая хип-хоп-запись, удостоившаяся этой чести. Критики похвалили социальную осведомлённость песни, назвав припев «медленным скандированием, кипящим отчаянием и яростью».
Кроме Melle Mel, ни один из участников группы фактически не появляется в песне. Rahiem синхронизировал вокал Дюка Бути в музыкальном клипе. В том же году Грэндмастер Флэш появился в фильме «Дикий стиль» (англ. Wild Style) и подал в суд на Sugar Hill за неуплату роялти. Напряжение нарастало по мере того, как «The Message» набирала популярность, что в конечном итоге привело к разрыву между Мелле Мел и Грэндмастером Флэшем. Вскоре группа полностью распалась. Grandmaster Flash, Kidd Creole и Rahiem покинули Sugar Hill, подписали контракт с Elektra Records и продолжили как просто «Grandmaster Flash», в то время как Melle Mel и другие продолжили как «Grandmaster Melle Mel & the Furious Five».
Грэндмастер Флэш также был проинтервьюирован в культовом документальном фильме 1986 года Big Fun in the Big Town.
Хотя Грэндмастер Флэш часто упоминается в записях, на самом деле он не появляется в «The Message», «Freedom» и многих других песнях Furious Five. Хотя Грэндмастер Флэш был центральным элементом звучания группы во время живых выступлений (в дополнение к тому, что дал группе её название), в ранних синглах было мало места для его тёрнтейблизма, движимого ритмами живых сессионных музыкантов. Grandmaster Flash and the Furious Five воссоединились в 1987 году для благотворительного концерта, а в 1988 году выпустили новый альбом. Группа снова воссоединилась в 1994 году, хотя Cowboy умер в 1989 году.

### 1990-е
В 1999 году Грэндмастер Флэш записал с DJ Tomekk и Flavor Flav сингл «1, 2, 3,… Rhymes Galore». Сингл продержался 17 недель в первой десятке немецких чартов.

### 2000-е и далее
В 2008 году он выпустил мемуары The Adventures of Grandmaster Flash: My Life, My Beats, в которых он рассказывает об истоках своего увлечения скретчингом пластинок и созданием новых битов. С юных лет Флэш рассказывает о том, как он пробирался в комнату с пластинками своего отца, чтобы посмотреть, как вращается проигрыватель, а затем его наказывали за прикосновение к пластинкам. Он черпал вдохновение даже из вещей, не связанных с музыкой. Спицы его велосипеда вызвали интерес к тому, как проигрыватели создают музыку, просто вращая рифлёный диск. Флэш продолжал экспериментировать, разбирая любую машину, которая попадалась ему под руку, чтобы выяснить, как она работает. Его ранние работы показывают инновационные способы, с помощью которых его художественные способности привели к тому, что считается первой эволюцией хип-хоп-культуры.
Он вёл еженедельное шоу на спутниковом радио Sirius Satellite Radio (Friday Night Fire with Grandmaster Flash) и был удостоен награды BET «I Am Hip Hop Icon» в 2006 году.
Grandmaster Flash and the Furious Five были первой хип-хоп/рэп-группой, включенной Jay-Z в Зал славы рок-н-ролла 12 марта 2007 года. В 2008 году он сделал ремикс на сингл «Into the Galaxy» австралийской группы Midnight Juggernauts.
Говорят, что «его новаторские навыки микширования превратили проигрыватель в настоящий «инструмент», а его способность заставлять толпу двигаться сделала его диджейские сеты легендарными».
Грэндмастер Флэш появляется в видеоигре DJ Hero как игровой персонаж вместе с оригинальными миксами, созданными для игры
В декабре 2011 года сообщалось, что Грэндмастер Флэш работает над своим 12-м альбомом.
В 2016 году в оригинальном сериале Netflix «Отжиг» (англ. The Get Down) появилась версия Грэндмастера Флэша, которую играет Мамуду Ати. Действие сериала происходит в Нью-Йорке 1977 года и рассказывает о зарождении диджеинга, би-боинга, граффити и эмсиинга, четырёх основных элементов хип-хоп-культуры. После премьеры «Отжига» Netflix представил сериал «Эволюция хип-хопа» (англ. Hip-Hop Evolution) — музыкальный документальный фильм об истории хип-хопа, в котором Грэндмастер Флэш рассказывает об эволюции своего искусства.
В 2023 году Грэндмастер Флэш участвовал в девятом сезоне реалити-шоу «Певец в маске» под псевдонимом «Белый медведь». Он выбыл в «New York Night». В рамках его выступления на бис было вынесено некоторое диджейское оборудование, чтобы Грэндмастер Флэш мог подыгрывать «Good Times» группы Chic.

## Дискография

### Альбомы
- 1982 — The Message
- 1984 — Greatest Messages
- 1985 — They Said It Couldn’t Be Done
- 1986 — The Source
- 1987 — Ba-Dop-Boom-Bang
- 1988 — On the Strength
- 1997 — Salsoul Jam 2000
- 1998 — Flash Is Back
- 2002 — The Official Adventures of Grandmaster Flash
- 2002 — Essential Mix: Classic Edition
- 2009 — The Bridge. Concept Of A Culture

### Синглы
- 1979 — «Superappin»
- 1980 — «Freedom»
- 1981 — «The Adventures of Grandmaster Flash on the Wheels of Steel»
- 1981 — «Scorpio»
- 1982 — «Flash To The Beat»
- 1984 — «Jesse»
- 1984 — «We Don’t Work For Free»
- 1988 — «Gold»
- 1996 — «If U Wanna Party»

## Фильмография
| Год  | Название                | Роль        | Примечание                                |
| ---- | ----------------------- | ----------- | ----------------------------------------- |
| 1979 | Simpson Street          | Самого себя | как DJ Flash                              |
| 1983 | Wild Style              | Самого себя | как Grand Master Flash                    |
| 1986 | Big Fun in the Big Town | Самого себя | как Grandmaster Flash                     |
| 1992 | Авторитет               | Самого себя | как Grandmaster Flash (uncredited)        |
| 2001 | Всё схвачено!           | Самого себя | как The Spa DJ (uncredited)               |
| 2001 | Scratch                 | Самого себя | (архивные кадры) (как Grand Master Flash) |

## Образ в кино и на ТВ
- 2016—2017 — телесериал «Отжиг». В восьми эпизодах роль Grandmaster Flash исполнил Мамуду Ати[36].

## Почести и награды
Grammys
- Lifetime Achievement Award[8]
- Nominee Special Message[9]

Global Spin Awards
- Lifetime Achievement Award

RIAA
- Hip-hop honoree award - RIAA Lifetime Achievement Award[10]

Grammys
- 2012 Hall of Fame for Grandmaster Flash & The Furious Five single “The Message.”[37][38]

Urban Music Awards
- 2009, Lifetime Achievement Award

Rock and Roll Hall of Fame
- 2007, Inductee

BET Hip Hop Awards
- 2006, I Am Hip Hop Icon Award

Polar Music Prize
- 2019, awarded Sweden's Polar Prize

Honorary Doctorates Degree
- 2022, Buffalo State University